# Prosciurillus weberi
Prosciurillus weberi är en däggdjursart som först beskrevs av Fredericus Anna Jentink 1890.  Prosciurillus weberi ingår i släktet Prosciurillus och familjen ekorrar. IUCN kategoriserar arten globalt som otillräckligt studerad. Inga underarter finns listade i Catalogue of Life.
Arten förekommer på norra, centrala och sydvästra Sulawesi. Den är ganska sällsynt och hittades främst i skogar.
En individ som blev uppmätt var 18,7 cm lång (huvud och bål) och hade en 14,2 cm lång svans. Prosciurillus weberi har mörkbrun päls på ovansidan, ibland med ljusbrun, orange eller svart skugga och undersidan är röd- till orangebrun. Kännetecknande är en svartaktig längsgående strimma på ryggens mitt och svarta örontofsar men det finns inga fläckar bakom öronen. Antagligen har arten samma levnadssätt som de andra ekorrarna i samma släkte.